# ماغوك سواغ (جريدة)
ماغوك سواغ هي صحيفة مغربية مسائية، تُنشر بـاللغة الفرنسية.

## التاريخ والملف الشخصي
أطلقت ماغوك سواغ يوم 10 نوفمبر 2005، من قبل مجموعة نشر تحمل نفس الاسم، مجموعة ماغوك سواغ برئاسة عثمان العمير.
الجريدة هي خليفة صحيفة تحمل نفس الاسم؛ كانت قد بدِأت عام 1902. يقع المقر الرئيسي للجريدة في مدينة الدار البيضاء وتُنشر خمس مرات في الأسبوع. رئيس تحريرها هو الكاتب والصحفي المغربي مهدي حريزي.
تُنشر الجريدة بتنسيق تابلويد، وتتكون من 24 صفحة كاملة بالألوان. الجريدة لها موقف مؤيد للحكومة.

## روابط خارجية
- باللغة الفرنسية Announcement of the launching